# Luis Camacho
Luis Fernando Camacho Vaca (Santa Cruz da Serra, Bolívia; 15 de fevereiro de 1979) é um advogado, professor universitário,empresário, dirigente cívico e político boliviano. Presidiu o Comitê Cívico de Santa Cruz de fevereiro a novembro 2019. É a principal liderança dos protestos que levaram o então presidente da Bolívia Evo Morales a convocar novas eleições presidenciais e, no mesmo dia, 10 de novembro de 2019, deram apoio ao golpe militar que derrubaria Evo, ganhando grande destaque entre outubro e novembro sob a liderança radical de Camacho. No dia 10 de novembro de 2019, ainda quando Evo Morales era presidente, Camacho invadia o Palácio Quemado e colocou, de joelhos, uma biblia sobre a bandeira do país; Luis Camacho cumpria uma promessa que fez em um comicio no dia 4 do mesmo mês quando disse: "Não estou indo com as armas, vou com a minha fé e minha esperança. Com uma Bíblia na mão direita e sua carta de renúncia na minha mão esquerda".
No dia 29 de novembro de 2019, Luis Camacho, anunciou a candidatura a presidência da Bolívia nas eleições de 2020, entregando ao Comitê Cívico de Santa Cruz sua carta de renúncia como presidente do comitê. Alguns dias depois, Camacho formalizou um acordo com o Movimento Nacionalista Revolucionário (MNR) para que o partido pudesse apoiar a sua candidatura a sua candidatura. Ele também firmou um acordo para que o líder cívico Marco Pumari concorresse como seu vice-presidente. Em 21 de janeiro de 2020, o MNR rompeu o acordo com Camacho alegando dificuldades na comunicação com o empresário. Após a desistência do MNR, Camacho escolheu à Unidade Cívica Solidária (UCS) como partido para lançar-se na corrida presidencial de 2020. Além da UCS, o Partido Democrata Cristão (PDC) e a Ação Democrática Nacionalista (ADN) também apoiaram a candidatura de Camacho por meio da coligação Acreditamos.
Em dezembro de 2022, foi detido acusado de “terrorismo”. É também acusado de envolvimento no processo que levou à destituição do ex-Presidente Evo Morales e à autoproclamação da então senadora Jeanine Áñez como chefe de Estado, em 2019.

## Crise e protestos na Bolivia
A insatisfação com o presidente Evo Morales se iniciou em 2017 após o Tribunal Constitucional da Bolivia autorizar Evo Morales a disputar reeleições indefinidamente, mesmo após a população decidir, por meio de um referendo realizado por partidarios de Morales, que o presidente deveria respeitar o limite de reeleições e não disputar a quarta reeleição. O Tribunal Eleitoral Boliviano não respeitou o referendo, causando indignação de setores da população. O que levou sindicalistas, mineiros, policiais, classe média, cocaleros e principalmente universitários e estudantes do secundário, a maioria na liderança do ativista, antes pouco conhecido, Luis Camacho. No dia 9 de novembro, em um comicio, Camacho, que não exerce nenhum cargo público, deu 48 horas para Morales renunciar e convocou os militares do exercito para "ficarem do lado do povo" nas palavras de Camacho; dias depois o comandante do exercito orientou Morales a renunciar.
Durante a apuração dos votos que iria decidir quem seria o próximo presidente da Bolivia, o Tribunal Superior Eleitoral suspendeu a transmição de apuração dos votos quando estavam 83% das urnas apuradas e indicava um segunto turno no país, a transmição só retornou no dia seguinte com 95% das urnas apuradas e indicando a vitória em primeiro turno de Evo Morales, essa situação aprofundou ainda mais as disconfianças de fraude. Com o relatorio da OEA as manifestações tomaram maiores proporções e deixaram Evo em uma delicada situação.
A essa altura Evo já não contava mais com o apoio dos principais setores da sociedade, incluindo a maior central sindical do país, que era umas das bases de sustentação do presidente. A Central Operária Boliviana, maior sindicato do país, antes apoiadora de Evo Morales, afirmou em nota que o presidente deveria considerar a renuncia. Nesse momento, protestos violentos já se alastrava por todo o país, levando manifestantes a invadirem e saquearem a casa de Morales e incendiarem a casa de sua irmã. Luis Camacho já era a principal liderança das manifestações.
Luis Fernando Camacho nasceu o 15 de fevereiro de 1979 na cidade de Santa Cruz da Serra. Seu pai, Jose Luis Camacho Parada  já ocupava o cargo de presidente do Comité Cívico Pró Santa Cruz, de 1981 até 1983, e presidente da Federação de Empresários Privados de Santa Cruz, de 1992 até 1994.
Camacho estudou Direito na Universidade de Santa Cruz de la Sierra. Ele se formou em direito em 2003. Em 2005, ele concluiu o mestrado em Direito Financeiro e Tributário na Universidade de Barcelona, na Espanha.
Camacho se casou com Gabriela Antelo Miranda em setembro de 2019.

## Presidente doComitê Cívico de Santa Cruz(2019)
Em fevereiro de 2019, Luis Fernando Camacho foi eleito, por 234 votos, presidente do Comité Cívico de Santa Cruz para o período 2019-2021, em substituição do ex presidente Fernando Cuéllar Núñez. Porém, em 30 de novembro do mesmo ano renunciou ao cargo para disputar as eleições presidenciais de 2020.

## Ativismo
Em 2002, Camacho se juntou ao partido de direita Movimento Nacionalista Revolucionário de Santa Cruz de la Sierra. Atuou como vice-presidente da União da Juventude de extrema-direita de Santa Cruz entre 2002 e 2004.
Camacho ficou inativo entre 2004 e 2013, quando se tornou o segundo vice-presidente dos Comitês Civis Provinciais da Cruceñidad, cargo que ocupou até 2015. Em 2017, assumiu o cargo de primeiro vice-presidente do Comitê Cívico, até que foi eleito para presidilo em 2019.

## Posições políticas
Por sua posição ideologica e constantes mensões religiosas em seu discurso, Camacho foi chamado de Bolsonaro boliviano por parte da imprensa. Conhecido por ser uma figura católica conservadora, foi um crítico ferrenho do ex-presidente Evo Morales. Foi taxado de líder de extrema direita pelo Conselho de Assuntos Hemisféricos e de fascista cristão pela imprensa.[carece de fontes?] Foi ainda vinculado ao político Branko Marinkovic, que é notável por sua crença em uma hierarquia racial que entende os indígenas como inferiores aos outros.[carece de fontes?]
Camacho afirmou que as leis que permitem a agricultura de corte e queima aprovada pelo governo Morales causaram incêndios na Bolívia em agosto de 2019, o que realmente aconteceu e ajudou a prejuducar a imagem de Morales.

## Atividades no Panamá
Camacho foi apontado por documentos da Comissão Especial de Investigação da Asamblea Legislativa Plurinacional da Bolivia como responsável por ajudar empresas e indivíduos do Panamá a mover ativos financeiros para o exterior, e construir esquemas de sonegação de impostos e a lavagem de dinheiro. Ele foi revelado como acionista da empresa panamiana Navi International Holding S.A.